# Liste der Monuments historiques in Carlepont
Die Liste der Monuments historiques in Carlepont führt die Monuments historiques in der französischen Gemeinde Carlepont auf.

## Liste der Bauwerke
| Bezeichnung    | Beschreibung              | Standort | Kennzeichnung | Schutzstatus | Datum | Bild           |
| -------------- | ------------------------- | -------- | ------------- | ------------ | ----- | -------------- |
| Kirche St-Éloi | Erbaut im 15. Jahrhundert |          | PA00114563    | Inscrit      | 1928  | weitere Bilder |